# I Am All Girls
I Am All Girls è un film del 2021 diretto da Donovan Marsh.
La pellicola, prodotta e ambientata in Sudafrica, affronta lo scottante tema della tratta di bambine, partendo da uno spunto reale, denunciando un problema che era presente ai tempi dell'apartheid e che continuerebbe ad essere una realtà, in quel paese e nel resto del mondo.

## Trama
Negli anni '90 fece notizia l'arresto di un uomo, Gert de Jager, accusato del rapimento di sei bambine, poi sparite nel nulla. Non venne mai reso noto ciò che lo stesso de Jager confessò, prima di essere ucciso in prigione. L'uomo svelò agli inquirenti che dietro un'organizzazione a capo della quale c'era un importante uomo politico, lui si occupò di rapire più di 40 bambine destinate ad essere rivendute a dei ricchi mediorentali, e, in minima parte ad essere abusate dallo stesso capo trafficante per essere poi fatte scomparire ed uccise.
Ai giorni nostri, a Johannesburg, la detective Jodie Snyman si batte con fervore contro il problema della tratta di esseri umani ma non viene a capo di nulla e infrangendo spesso le regole, determina severe prese di posizione del suo superiore, il Capitano George Mululeki, che la dirotta su un caso di omicidio in cui a un sospetto pedofilo sono state incise delle lettere sul petto.
Indagando sull'uomo la Snyman scopre che si tratta di un politico di lunga data e che effettivamente aveva molestato persino la nipotina. Dopo altre uccisioni effettuate con lo stesso metodo, la detective sembra essere instradata da questo serial killer/giustiziere ad indagare su una tratta di bambine che sembra non essersi mai interrotta. A un certo punto appare chiaro che il giustiziere abbia un legame stretto con la polizia.
Diventa quindi chiaro che Ntombizonke Bapai, tecnico della polizia, in stretto contatto con la Snyman, con la quale c'è anche una forte simpatia, è una bambina sfuggita miracolosamente alla tratta ma in realtà instradata alla prostituzione e cresciuta con un odio che poi l'ha portata a maturare un piano di vendetta complicato e inarrestabile.
Nonostante debba restarne fuori, la Snyman, aiutata dal collega Arendse, scopre un grande traffico e quindi quando sta per arrivare ai vertici dell'organizzazione, vede uccidere tutti i suoi collaboratori, compresa Ntombizonke, rivelatasi come la giustiziera, e con la quale prima di morire si dichiarano vicendevolmente innamorate.
In realtà dopo la morte della giustiziera, qualcuno compla il suo lavoro uccidendo il politico a capo dell'organizzazione incidendogli sul petto le iniziali della sua vittima più illustre, Ntombizonke Bapai. Quindi vediamo Jodie Snyman prendere un aereo per l'Iran, verosimilmente per completare l'opera con i mandanti della tratta.

## Produzione
La storia prende spunto da un episodio di cronaca che vide protagonista Gert van Rooyen, che in realtà si suicidò in carcere mentre le rivelazioni che aprirono il caso vennero rilasciate dal figlio.
Il titolo allude all'identità del giustiziere, il cui nome Ntombizonke, in lingua zulu, significa appunto "tutte le ragazze". 

## Distribuzione
Il film è stato distribuito sulla piattaforma Netflix a partire dal 14 maggio 2021.